# Agrotis bilineata
Agrotis bilineata là một loài bướm đêm trong họ Noctuidae.